# Plavání na Letních olympijských hrách 1984
Plavání na Letních olympijských hrách 1984 probíhalo na stadionu Olympic Swim Stadium v Los Angeles.

## Přehled medailí
| Pořadí | Země                         | Zlato | Stříbro | Bronz | Celkově |
| ------ | ---------------------------- | ----- | ------- | ----- | ------- |
| 1      | Spojené státy americké (USA) | 21    | 13      | 0     | 34      |
| 2      | Kanada (CAN)                 | 4     | 3       | 3     | 10      |
| 3      | Západní Německo (FRG)        | 2     | 3       | 6     | 11      |
| 4      | Nizozemsko (NED)             | 2     | 1       | 3     | 6       |
| 5      | Austrálie (AUS)              | 1     | 5       | 6     | 12      |
| 6      | Velká Británie (GBR)         | 0     | 1       | 4     | 5       |
| 7      | Francie (FRA)                | 0     | 1       | 1     | 2       |
| 8      | Brazílie (BRA)               | 0     | 1       | 0     | 1       |
| 9      | Švédsko (SWE)                | 0     | 0       | 2     | 2       |
| 10     | Belgie (BEL)                 | 0     | 0       | 1     | 1       |
| 10     | Rumunsko (ROU)               | 0     | 0       | 1     | 1       |
| 10     | Švýcarsko (SUI)              | 0     | 0       | 1     | 1       |
| 10     | Venezuela (VEN)              | 0     | 0       | 1     | 1       |
| Celkem | Celkem                       | 30    | 28      | 29    | 87      |

## Medailisté

### Muži
| Kategorie                      | Zlato | Čas      | Stříbro | Čas      | Bronz | Čas      |
| ------------------------------ | --- | -------- | --- | -------- | --- | -------- |
| 100 m volný způsob             | Rowdy Gaines · Spojené státy americké (USA) | 49.80    | Mark Stockwell · Austrálie (AUS)                                                                             | 50.24    | Per Johansson · Švédsko (SWE)                                                                                     | 50.31    |
| 200 m volný způsob             | Michael Gross · Západní Německo (FRG) | 1:47.44  | Mike Heath · Spojené státy americké (USA)                                                                    | 1:49.10  | Thomas Fahrner · Západní Německo (FRG)                                                                            | 1:49.69  |
| 400 m volný způsob             | George DiCarlo · Spojené státy americké (USA) | 3:51.23  | John Mykkanen · Spojené státy americké (USA)                                                                 | 3:51.49  | Justin Lemberg · Austrálie (AUS)                                                                                  | 3:51.79  |
| 1500 m volný způsob            | Mike O'Brien · Spojené státy americké (USA) | 15:05.20 | George DiCarlo · Spojené státy americké (USA)                                                                | 15:10.59 | Stefan Pfeiffer · Západní Německo (FRG)                                                                           | 15:12.11 |
| 100 m znak                     | Rick Carey · Spojené státy americké (USA) | 55.79    | Dave Wilson · Spojené státy americké (USA)                                                                   | 56.35    | Mike West · Kanada (CAN)                                                                                          | 56.49    |
| 200 m znak                     | Rick Carey · Spojené státy americké (USA) | 2:00.23  | Frédéric Delcourt · Francie (FRA)                                                                            | 2:01.75  | Cameron Henning · Kanada (CAN)                                                                                    | 2:02.37  |
| 100 m prsa                     | Steve Lundquist · Spojené státy americké (USA) | 1:01.65  | Victor Davis · Kanada (CAN)                                                                                  | 1:01.99  | Peter Evans · Austrálie (AUS)                                                                                     | 1:02.97  |
| 200 m prsa                     | Victor Davis · Kanada (CAN) | 2:13.34  | Glenn Beringen · Austrálie (AUS)                                                                             | 2:15.79  | Étienne Dagon · Švýcarsko (SUI)                                                                                   | 2:17.41  |
| 100 m motýlek                  | Michael Gross · Západní Německo (FRG) | 53.08    | Pablo Morales · Spojené státy americké (USA)                                                                 | 53.23    | Glenn Buchanan · Austrálie (AUS)                                                                                  | 53.85    |
| 200 m motýlek                  | Jon Sieben · Austrálie (AUS) | 1:57.04  | Michael Gross · Západní Německo (FRG)                                                                        | 1:57.40  | Rafael Vidal · Venezuela (VEN)                                                                                    | 1:57.51  |
| 200 m polohový závod           | Alex Baumann · Kanada (CAN) | 2:01.42  | Pablo Morales · Spojené státy americké (USA)                                                                 | 2:03.05  | Neil Cochran · Velká Británie (GBR)                                                                               | 2:04.38  |
| 400 m polohový závod           | Alex Baumann · Kanada (CAN) | 4:17.41  | Ricardo Prado · Brazílie (BRA)                                                                               | 4:18.45  | Rob Woodhouse · Austrálie (AUS)                                                                                   | 4:20.50  |
| štafeta 4×100 m volný způsob   | Spojené státy americké (USA) · Chris Cavanaugh · Mike Heath · Matt Biondi · Rowdy Gaines · Tom Jager* · Robin Leamy*                                      | 3:19.03  | Austrálie (AUS) · Greg Fasala · Neil Brooks · Michael Delany · Mark Stockwell ·                              | 3:19.68  | Švédsko (SWE) · Thomas Lejdström · Per Johansson · Bengt Baron · Mikael Örn · Rikard Milton* · Michael Söderlund* | 3:22.69  |
| štafeta 4×200 m volný způsob   | Spojené státy americké (USA) · Mike Heath · David Larson · Jeff Float · Bruce Hayes · Geoff Gaberino* · Richard Saeger*                                   | 7:15.69  | Západní Německo (FRG) · Thomas Fahrner · Dirk Korthals · Alexander Schowtka · Michael Gross · Rainer Henkel* | 7:15.73  | Velká Británie (GBR) · Neil Cochran · Paul Easter · Paul Howe · Andrew Astbury                                    | 7:24.78  |
| štafeta 4×100 m polohový závod | Spojené státy americké (USA) · Rick Carey · Steve Lundquist · Pablo Morales · Rowdy Gaines · Dave Wilson* · Richard Schroeder* · Mike Heath* · Tom Jager* | 3:39.30  | Kanada (CAN) · Mike West · Victor Davis · Tom Ponting · Sandy Goss ·                                         | 3:43.23  | Austrálie (AUS) · Mark Kerry · Peter Evans · Glenn Buchanan · Mark Stockwell · Jon Sieben* · Neil Brooks*         | 3:43.25  |

* Nezúčastnili se finále, ale získali medaili.

### Ženy
| Kategorie                      | Zlato | Čas     | Stříbro | Čas     | Bronz | Čas     |
| ------------------------------ | --- | ------- | --- | ------- | --- | ------- |
| 100 m volný způsob             | Carrie Steinseiferová · Spojené státy americké (USA) | 55.92   | nebyla udělena |         | Annemarie Verstappenová · Nizozemsko (NED)                                                               | 56.08   |
| 100 m volný způsob             | Nancy Hogsheadová · Spojené státy americké (USA) | 55.92   | nebyla udělena |         | Annemarie Verstappenová · Nizozemsko (NED)                                                               | 56.08   |
| 200 m volný způsob             | Mary Wayteová · Spojené státy americké (USA) | 1:59.23 | Cynthia Woodheadová · Spojené státy americké (USA)                                                                            | 1:59.50 | Annemarie Verstappenová · Nizozemsko (NED)                                                               | 1:59.69 |
| 400 m volný způsob             | Tiffany Cohenová · Spojené státy americké (USA) | 4:07.10 | Sarah Hardcastleová · Velká Británie (GBR)                                                                                    | 4:10.29 | June Croftová · Velká Británie (GBR)                                                                     | 4:11.49 |
| 800 m volný způsob             | Tiffany Cohenová · Spojené státy americké (USA) | 8:24.95 | Michele Richardsonová · Spojené státy americké (USA)                                                                          | 8:30.73 | Sarah Hardcastleová · Velká Británie (GBR)                                                               | 8:32.60 |
| 100 m znak                     | Theresa Andrewsová · Spojené státy americké (USA) | 1:02.55 | Betsy Mitchellová · Spojené státy americké (USA)                                                                              | 1:02.63 | Jolanda de Roverová · Nizozemsko (NED)                                                                   | 1:02.91 |
| 200 m znak                     | Jolanda de Roverová · Nizozemsko (NED) | 2:12.38 | Amy Whiteová · Spojené státy americké (USA)                                                                                   | 2:13.04 | Anca Patrascoiuová · Rumunsko (ROM)                                                                      | 2:13.29 |
| 100 m prsa                     | Petra van Staverenová · Nizozemsko (NED) | 1:09.88 | Anne Ottenbriteová · Kanada (CAN)                                                                                             | 1:10.69 | Catherine Poirotová · Francie (FRA)                                                                      | 1:10.70 |
| 200 m prsa                     | Anne Ottenbriteová · Kanada (CAN) | 2:30.38 | Susan Rappová · Spojené státy americké (USA)                                                                                  | 2:31.15 | Ingrid Lempereurová · Belgie (BEL)                                                                       | 2:31.40 |
| 100 m motýlek                  | Mary T. Meagherová · Spojené státy americké (USA) | 59.26   | Jenna Johnsonová · Spojené státy americké (USA)                                                                               | 1:00.19 | Karin Seicková · Západní Německo (FRG)                                                                   | 1:01.36 |
| 200 m motýlek                  | Mary T. Meagherová · Spojené státy americké (USA) | 2:06.90 | Karen Phillipsová · Austrálie (AUS)                                                                                           | 2:10.56 | Ina Beyermannová · Západní Německo (FRG)                                                                 | 2:11.91 |
| 200 m polohový závod           | Tracy Caulkinsová · Spojené státy americké (USA) | 2:12.64 | Nancy Hogsheadová · Spojené státy americké (USA)                                                                              | 2:15.17 | Michelle Pearsonová · Austrálie (AUS)                                                                    | 2:15.92 |
| 400 m polohový závod           | Tracy Caulkinsová · Spojené státy americké (USA) | 4:39.24 | Suzanne Landellsová · Austrálie (AUS)                                                                                         | 4:48.30 | Petra Zindlerová · Západní Německo (FRG)                                                                 | 4:48.57 |
| štafeta 4×100 m volný způsob   | Spojené státy americké (USA) · Jenna Johnsonová · Carrie Steinseiferová · Dara Torresová · Nancy Hogsheadová · Jill Sterkelová* · Mary Wayteová* ·                                                  | 3:43.43 | Nizozemsko (NED) · Annemarie Verstappenová · Desi Reijersová · Elles Voskesová · Conny van Bentumová · Wilma van Velsenová* · | 3:44.40 | Západní Německo (FRG) · Iris Zscherpeová · Susanne Schusterová · Christiane Pielkeová · Karin Seicková · | 3:45.56 |
| štafeta 4×100 m polohový závod | Spojené státy americké (USA) · Theresa Andrewsová · Tracy Caulkinsová · Mary T. Meagherová · Nancy Hogsheadová · Betsy Mitchellová* · Susan Rappová* · Jenna Johnsonová* · Carrie Steinseiferová* · | 4:08.34 | Západní Německo (FRG) · Svenja Schlichtová · Ute Hasseová · Ina Beyermannová · Karin Seicková ·                               | 4:11.97 | Kanada (CAN) · Reema Abdoová · Anne Ottenbriteová · Michelle MacPhersonová · Pamela Raiová ·             | 4:12.98 |

* Nezúčastnili se finále, ale získali medaili.